# Zbigniew Wilma

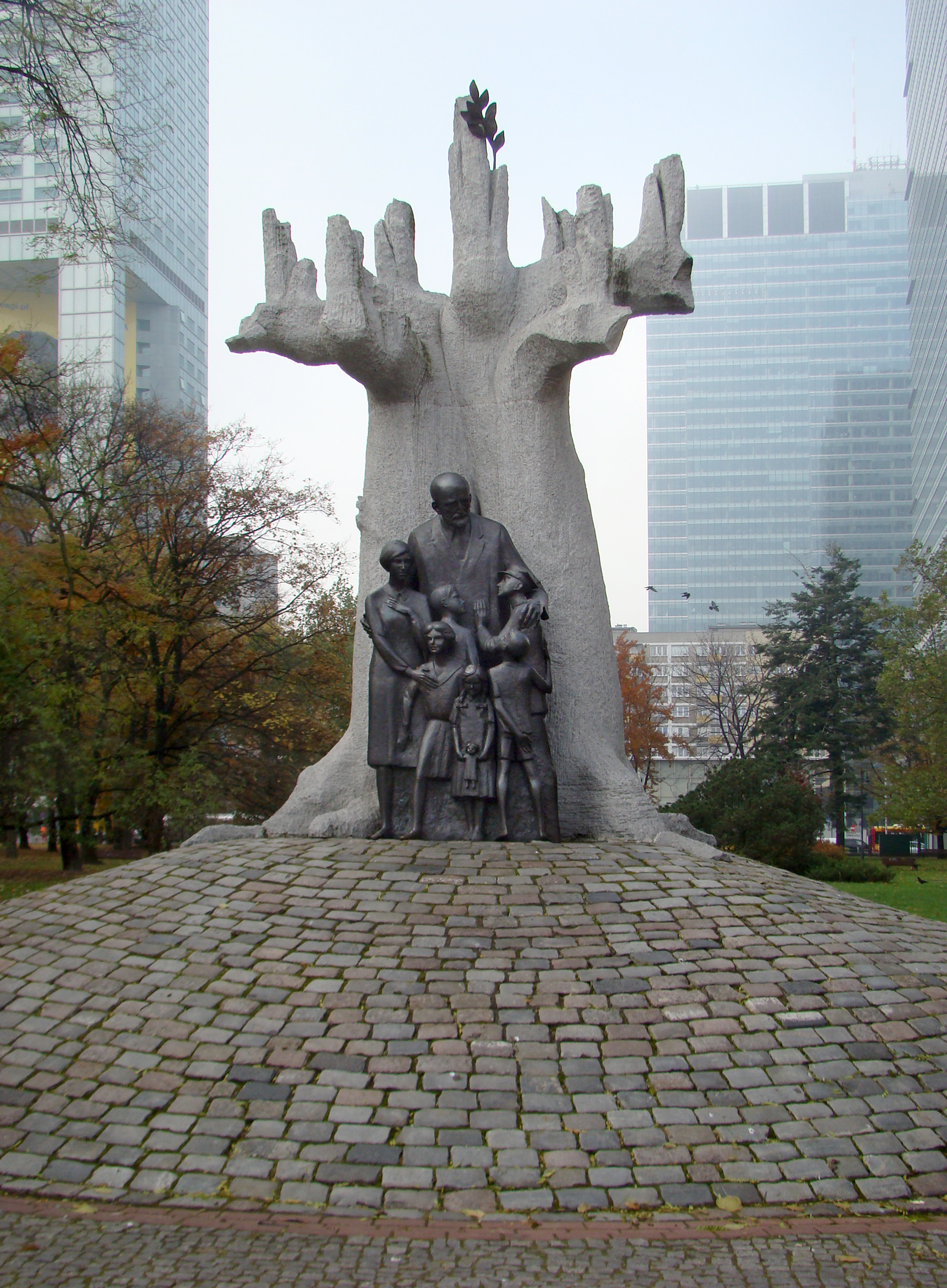
Pomnik Janusza Korczaka zaprojektowany przez Zbigniewa Wilmę i Jana Bohdana Chmielewskiego

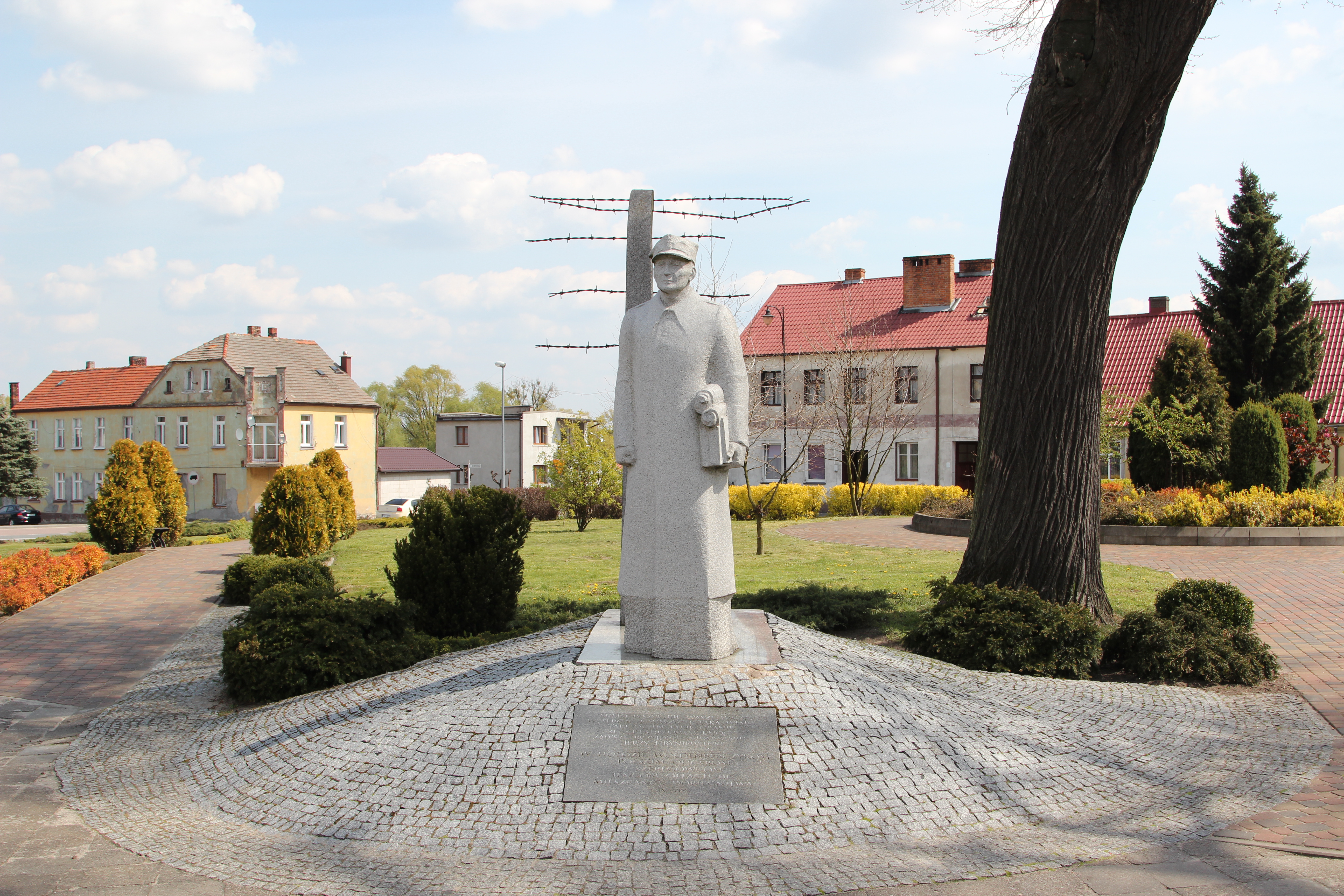
Pomnik Woldenberczyka w Dobiegniewie

Zbigniew Wilma (ur. 1 września 1930 w Różanie) – polski architekt i artysta grafik. 

## Życiorys
Syn Eugenii z Gnatowskich i Franciszka, wojskowego lekarza weterynarii. Członek Szarych Szeregów ps. „Sas”, uczestnik powstania warszawskiego.
W latach 1941–1944 uczył się na tajnych kompletach w Gimnazjum Władysława Giżyckiego w Warszawie. Był harcerzem w 36. Warszawskiej Drużynie Harcerzy im. Stefana Batorego działającej przy tej szkole, podczas powstania warszawskiego był łącznikiem w Harcerskiej Poczcie Polowej. W 1949 roku ukończył Państwowe Gimnazjum i Liceum im. Stefana Batorego w Warszawie. Studiował w latach 1949–1955 na Wydziale Architektury Politechniki Warszawskiej oraz stołecznej Akademii Sztuk Pięknych.
Specjalizował się w projektowaniu obiektów handlowych i wystawienniczych, m.in. projektując wnętrza Klubu Międzynarodowej Prasy i Książki. W latach 1952−1958 projektował oprawę plastyczną oraz małą architekturę kanału Żerań-Zegrze w Centralnym Biurze Studiów i Projektów Budownictwa Wodnego „Hydroprojekt” w Warszawie. W latach 1960−1961 przebywał na praktyce w Londynie. W latach 1962−1975 był kierownikiem graficznym „Światowida” oraz „Nowej Kultury”. W latach 1972−1977 kierował pracownią Międzywydziałowego Zakładu Doświadczalnego Akademii Sztuk Pięknych w Warszawie. W latach 1977−1981 był kierownikiem Pracowni Architektury i Wzornictwa Przemysłowego w Zakładach Unitra-Unima. W latach 1981–1983 pracował w spółce A. Egbor and Associates w Nigerii. 
Jest członkiem SARP-u (od 1954) i ZPAP (od 1964) oraz był członkiem SDP (1964−1982). W latach 1978−1982 pełnił funkcję wiceprezydenta Międzynarodowego Związku Architektów i Projektantów Wnętrz (International Federation of Interior Architects/Designers, IFI).
Uczestniczył w wielu konkursach projektowych, w których zdobywał nagrody i wyróżnienia. W 2003 roku jego, opracowany wraz z rzeźbiarzem Janem Bohdanem Chmielewskim, projekt pomnika Janusza Korczaka otrzymał jedną z dwóch równorzędnych pierwszych nagród w międzynarodowym konkursie zorganizowanym przez fundację Shalom i został wybrany do realizacji. Wykonany według tego projektu pomnik został odsłonięty 1 czerwca 2006 przy Pałacu Kultury i Nauki w Warszawie.  
W 2006 roku zaprojektował oprawę architektoniczną ufundowanego przez Elżbietę Zawacką, pomnika Marii Wittek. Rzeźba pomnika również została wykonana przez Jana Bohdana Chmielewskiego. Planowano dla niego kilka lokalizacji, ostatecznie 19 kwietnia 2007 został ustawiony przy Muzeum Wojska Polskiego w Warszawie.
Zaprojektował pomnik Woldenberczyka w Dobiegniewie, który został odsłonięty 2 września 2009 roku na placu pchor. Tadeusza Starca. Rzeźbę wykonał Zbigniew Mikielewicz. 
Zaprojektował również tablice pamiątkowe, m.in. Jana Bogusławskiego, Witolda Lutosławskiego, Witolda Gombrowicza, Władysława Skoraczewskiego, tablicę upamiętniającą ostatnią siedzibę Domu Sierot Janusza Korczaka (przy wejściu do Teatru Lalka), a także grobowiec Zdzisława Rudzkiego.
Był pomysłodawcą i autorem scenariusza wystawy „Woldenberczycy”: twórczość oficerów w obozie jenieckim Woldenberg w latach 1939−1945, która odbyła się w 2004 roku w Bibliotece Narodowej w Warszawie.

## Ordery i odznaczenia
- Krzyż Armii Krajowej[2]
- Honorowy Członek Stowarzyszenia Woldenberczyków[21]
- Honorowy Obywatel Dobiegniewa[22]